# Mikkyō

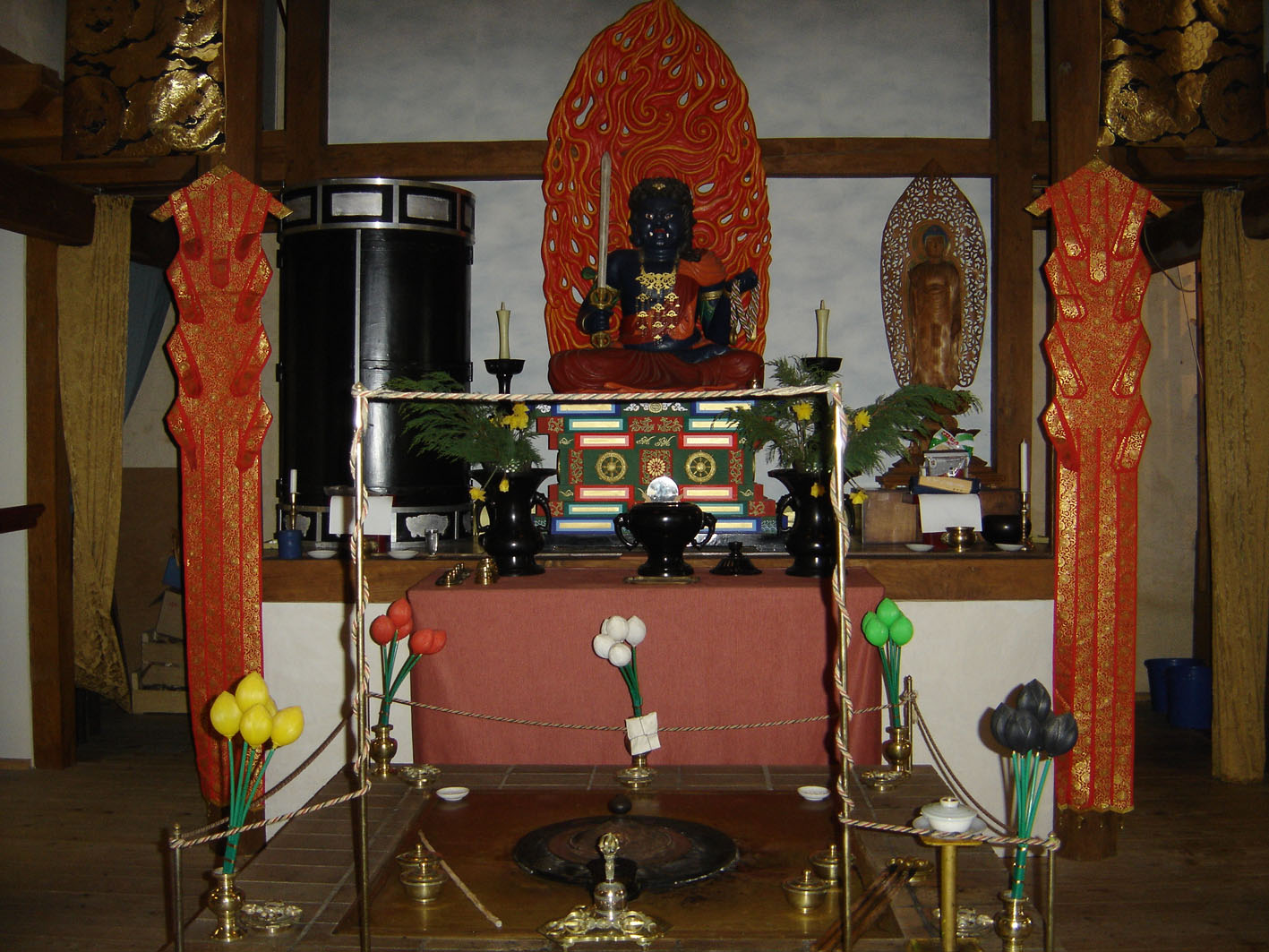
Intérieur d'un temple du shingon.

Le mikkyō (japonais 密教, chinois: Mi-tsung) signifie littéralement « enseignements ésotériques — ou secrets », et désigne le bouddhisme tantrique japonais. Ce nom s'explique par le fait que les pratiquants doivent être initiés avant d'accéder aux « enseignements secrets ». Les rites ésotériques du mikkyō utilisent des paroles spéciales (mantra), des gestes sacrés (mudrā) et représentations schématiques du cosmos (mandala). Si le terme recouvre en particulier la pratique dans l'école Shingon et dans certaines branches de l'école Tendai, on trouve l'influence du mikkyō  dans la plupart des autres écoles bouddhiques qui se sont développées au Japon,.

## Généralités
Le terme mikkyō est une traduction générale ou l'interprétation de plusieurs termes sanskrit possibles[Lesquels ?]. Il est proche du bouddhisme vajrayāna qui s'est développé principalement au Tibet. Les deux lignées étant parentes avant de prendre chacune leur coloration propre, le tantrisme japonais incorporant des éléments shintō et le lamaïsme des pratiques bön. Le mikkyō est un tantrisme dit de la main droite, car n'utilisant pas de pratiques sexuelles.

## Introduction au Japon
Le bouddhisme tantrique est connu au Japon dès l'introduction du bouddhisme dans ce pays, sous la forme de pratiques magiques diverses comme la récitation de mantras et de dhāraṇi, ainsi que des rites pour la protection de l'État. On trouve encore des rites particuliers comme par exemple le Kokūzō gumonji-hō (虚空蔵求聞持法) pratiqué par Kūkai dans sa jeunesse et qui lui aurait permis, selon la légende, de bénéficier d'une mémoire infaillible. Ce type de tantrisme est connu au Japon sous le terme de zōmitsu (雑密), c'est-à-dire d'« ésotérisme divers ». Certains chercheurs désignent parfois ce type de pratiques comme étant du « proto-tantrisme », cette appellation recouvrant une période allant du IIIe siècle au VIIe siècle, et on parle alors de ko-mikkyō ou « ésotérisme ancien ».

### Expansion
Plus tard, vers le VIIe siècle, les pratiques tantriques évoluent en Inde et en Chine, et deviennent de plus en plus systématisées. Ce qui était à la base un système de rites magiques pour la protection et l'enrichissement du pratiquant devient petit à petit un système organisé et cohérent où le rite devient un outil pour atteindre l'éveil, un « expédient salvifique » (sk. : upāya ; jp. : hōben [方便]). Ce type de tantrisme va être importé au Japon au début du IXe siècle dans un premier temps par le moine Kūkai, le fondateur de l'école Shingon), et dans une moindre mesure par Saichō, le fondateur de l'école Tendai ; puis, dans un deuxième temps, par les disciples de Saichō, les moines Ennin, Enchin et Annen. Ce type de tantrisme va être appelé junmitsu (純密), « ésotérisme pur », par opposition à l'« ésotérisme divers[pas clair] ».
Cette nouvelle forme de bouddhisme rencontre rapidement un grand succès parmi l'aristocratie de l'époque, qui est impressionnée par la richesse et la puissance des rites magiques que proposent le tantrisme, ce qui va grandement favoriser son développement rapide et le rendre très vite incontournable dans le paysage bouddhique japonais.

## Formes de mikkyō
Il y a différentes formes d'ésotérisme du mikkyō, parmi lesquelles le tōmitsu (東密, « ésotérisme [du temple de] l'est ») qui désigne le bouddhisme tantrique pratiqué dans l'école Shingon par référence au temple Tō-ji (東寺) qui est un des centres de ce culte, et le taimitsu (台密, « ésotérisme du [Ten]dai ») qui est pratiqué, comme son nom l'indique, dans l'école Tendai,.
Dans ces dernières décennies, 
Plus récemment, une secte comme l'Agon-shū (en) (secte des Agama) a voulu concilier les sūtra du bouddhisme hīnayāna et les pratiques du mikkyō, ce qui marque, selon Jean-Noël Robert, une ultime manifestation de la popularité de l'ésotérisme au Japon.